# Onthophagus royi
Onthophagus royi är en skalbaggsart som beskrevs av Biswas och Sankar Chatterjee 1985. Onthophagus royi ingår i släktet Onthophagus och familjen bladhorningar. Inga underarter finns listade i Catalogue of Life.